# Franz Nuscheler

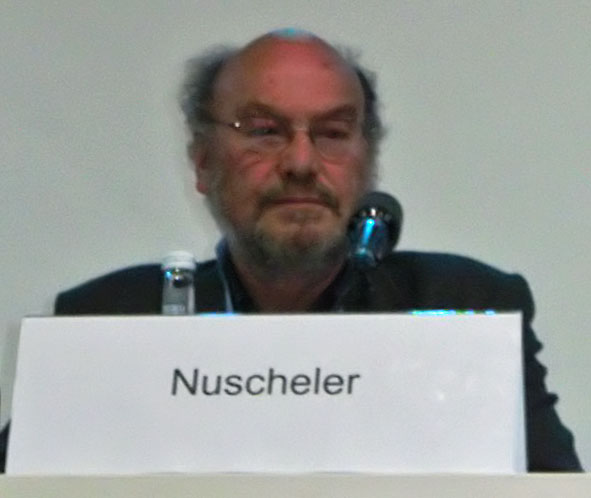
Franz Nuscheler auf dem Deutschen Katholikentag 2008 in Osnabrück

Franz Nuscheler (* 11. April 1938 in Bad Wörishofen; † 31. Juli 2025) war ein deutscher Politikwissenschaftler. Er war bis zu seiner Emeritierung im Jahr 2003 Professor für Internationale und Vergleichende Politik an der Universität Duisburg-Essen in Duisburg.

## Leben
Franz Nuscheler, Sohn von Maria Nuscheler, geborene Hierl, und dem Mechaniker Konrad Nuscheler, studierte von 1960 bis 1967 Politikwissenschaft, Geschichte und Öffentliches Recht an der Universität Heidelberg. 1967 promovierte er bei Dolf Sternberger über Walter Bagehot und die englische Verfassungstheorie zum Doktor der Philosophie. Seit demselben Jahr war er mit Karin Nuscheler verheiratet; aus der Ehe gingen die Kinder Max und Ulrike hervor. Von 1969 bis 1975 war Franz Nuscheler Wissenschaftlicher Assistent bzw. Oberrat an der Universität Hamburg, wo er unter anderem Sprecher des Sonderforschungsbereiches 14 (Lateinamerika) war. Bereits 1974 erhielt er als Professor für Politische Wissenschaften einen Ruf an den Lehrstuhl für Internationale und Vergleichende Politik an der damaligen Gerhard-Mercator-Universität in Duisburg.
Von 1990 bis Mai 2006 war Nuscheler Direktor des Instituts für Entwicklung und Frieden.

## Forschungsschwerpunkte
Seit seiner Forschungsarbeit hat Franz Nuscheler globale Fragen ins Zentrum seiner gesamten wissenschaftlichen Arbeit gestellt. Dabei hat er sich als Wissenschaftler stets für normativ anspruchsvolle globale Politik eingesetzt. Eckpunkte seiner Arbeit waren unter anderem:
- Menschenrechte und Demokratie
- Entwicklung und Frieden
- Bewahrung der natürlichen Lebensgrundlagen
- kooperative Handlungsansätze in einer multipolaren Weltordnung
- Internationale Migration
- Global Governance zur politischen Gestaltung der Globalisierung

Nuscheler ging es weniger um eine Soziologie der internationalen Beziehungen als um das ordnungspolitische Ziel einer sozialökologischen Marktwirtschaft auf Weltebene, die den Armen faire Entwicklungschancen einräumt, (2001,9):

„Die Armutsbekämpfung muss deshalb aus der Ecke einer Armen- und Mitleidspolitik herausgeholt und als Gebot der politischen Vernunft und des aufgeklärten Eigeninteresses begriffen werden. Und sie muss in die Architektur einer Weltsozialordnung eingebunden werden.“

Außerdem wollte Nuscheler nicht nur für einen kleinen akademischen Kreis schreiben, sondern einen größeren Kreis von entwicklungspolitisch Interessierten erreichen (Beispiele: Lern- und Arbeitsbuch Entwicklungspolitik von 1985 oder das Jugendbuch Nirgendwo Zuhause).

### Global Governance
Die Frage, wie Weltprobleme unter Globalisierungsbedingungen lösbar werden können, hat ihn besonders die letzten Jahre beschäftigt und ihn zu Global Governance (GG) geführt.
Mit GG bezeichnet man ein Konzept, mit dem auf die Frage der politischen Beherrschbarkeit von Weltproblemen und der Globalisierungstendenzen zu antworten versucht wird. Die Notwendigkeit der Lösung von Weltproblemen im Zuge der fortschreitenden Globalisierung fordert eine Globalisierung der Politik, da Verfahren und Instrumente der nationalstaatlichen Macht- und Interessenpolitik nicht mehr den Anforderungen genügen, diese Vielzahl von Problemen zu lösen. GG bezeichnet nun die neuen Ordnungsstrukturen dieser neuen globalisierten Politik. Der Begriff GG erschien in der wissenschaftlichen Diskussion zum ersten Mal in einem 1995 vorgelegten Bericht Nachbarn in Einer Welt der Commission of Global Governance. Kernaussagen des GG-Konzepts, das inzwischen in der internationalen Diskussion heftig umstritten ist, sind nach Messner und Nuscheler:
- Global Governance heißt nicht Global Government, also Weltstaat oder Weltregierung.
- GG beruht auf verschiedenen Formen und Ebenen der internationalen Koordination und Kooperation und kollektiven Entscheidungsbildungen. Internationale Organisationen übernehmen die Koordination und die jeweiligen, vertraglich an die Organisation gebundenen, Nationalstaaten übersetzen den Willen zur Kooperation in verbindliche Regelwerke.
- Geteilte Souveränitäten bewirken einen Zugewinn an gemeinsamer Handlungs- und Problemlösungsfähigkeit ⇒ Souveränitätsverlust.
- GG fordert ein Zusammenwirken von staatlichen- und nichtstaatlichen Akteuren von der globalen bis zur lokalen Ebene. Horizontale und vertikale Verschränkungen der Ökonomie und Zivilgesellschaft sollen diesen Prozess fördern.
- Hauptakteure der internationalen Politik bleiben die Nationalstaaten, die die jeweiligen Interessen von Ökonomie, NGOs und der Zivilgesellschaft auf ihrem Territorium bündeln und somit die tragenden Pfeiler der GG-Architektur bilden.

Fazit: Global Governance versucht, Antworten auf die Frage zu liefern, wie die Welt noch regiert werden kann.

### Forschungsprojekte
- Elemente der Global Governance-Architektur (zusammen mit Tobias Debiel)
- Entwicklungspolitik unter Bedingungen der Globalisierung
- Globale Trends (zusammen mit Tobias Debiel)
- Gutachten des Wissenschaftlichen Beirats der Bundesregierung für Globale Umweltveränderungen (WBGU) (zusammen mit Thomas Fues)

## Beteiligungen an Ausschüssen und Kommissionen
- Sachverständiges Mitglied in der Enquête-Kommission Globalisierung der Weltwirtschaft
- Bis Ende 2004 Mitglied des Wissenschaftlichen Beirats der Bundesregierung Globale Umweltveränderung (WBGU)
- Mitglied in den Wissenschaftlichen Beiräten des Goethe-Instituts, des Deutschen Übersee-Instituts, der Otto-Benecke-Stiftung und des Österreichischen Außenministeriums
- Stellvertretender Vorsitzender der Stiftung Entwicklung und Frieden
- Auswahlkommission der Alexander von Humboldt-Stiftung (Georg-Forster-Programm)
- Forschungskommission der Deutschen Gesellschaft für die Vereinten Nationen (DGVN)
- Rat für Migration[2]
- Mitglied der Evaluierungsteams beim Bonner Zentrum für Entwicklungsforschung
- Wissenschaftlicher Beirat des Bertelsmann Transformation Index[3]
- Mitglied des Beirats des INKOTA-netzwerks

## Veröffentlichungen
- Lern- und Arbeitsbuch Entwicklungspolitik. 7., überarb. u. aktual. Auflage. Dietz, Bonn 2012, ISBN 978-3-8012-0430-3. (grundlegende Einführung in die zentralen entwicklungspolitischen Themenfelder Globalisierung, Staatsversagen, Hunger, Bevölkerung, Wirtschaft und Umwelt)
- Das Ende des ‚Zeitalters der Menschenrechte‘. Wie der ‚Krieg gegen den Terror‘ die Freiheitsrechte bedroht. In: Caroline Y. Robertson-von Trotha (Hrsg.): Kultur und Gerechtigkeit (= Kulturwissenschaft interdisziplinär/Interdisciplinary Studies on Culture and Society. Band 2). Baden-Baden 2007, ISBN 978-3-8329-2604-5.
- Europas Verantwortung im Zeitalter der Globalisierung. In: Caroline Y. Robertson-von Trotha (Hrsg.): Europa in der Welt – die Welt in Europa. (= Kulturwissenschaft interdisziplinär/Interdisciplinary Studies on Culture and Society. Band 1). Baden-Baden 2006, ISBN 3-8329-1934-1.
- Internationale Migration. Flucht und Asyl. (= Schriftenreihe Grundwissen Politik. Band 14). 2. Auflage. VS Verlag, Wiesbaden 2004, ISBN 3-8100-3757-5.
- mit Ingomar Hauchler und Dirk Messner (Hrsg.): Globale Trends 2004/2005. Fakten, Analysen, Prognosen. Fischer Taschenbuch Verlag, Frankfurt am Main 2003, ISBN 3-596-16026-X.
- mit Paul Kennedy und Dirk Messner (Hrsg.): Global Trends and Global Governance. Pluto Press, London 2002.
- als Hrsg.: Entwicklung und Frieden im 21. Jahrhundert. Zur Wirkungsgeschichte des Brandt-Berichts. (= Eine WELT-Texte der Stiftung Entwicklung und Frieden. Sonderband). Bonn 2000, ISBN 3-8012-0288-7.
- mit Dieter Nohlen (Hrsg.): Handbuch der Dritten Welt. 8 Bände. 1982 ff.; 3. Auflage. J.H.W. Dietz Nachfolger, Bonn 1992. (Führendes entwicklungspolitisches Buch im deutschen Sprachraum).
- Japans Entwicklungspolitik. Quantitative Superlative und qualitative Defizite. In: Mitteilungen des Instituts für Asienkunde. Nr. 181/1990, ISBN 3-88910-071-6.
- Nirgendwo zu Hause – Menschen auf der Flucht. 3. Auflage. dtv, München 1988, ISBN 3-423-79025-3.
- mit Klaus Ziemer: Politische Organisation und Repräsentation. 2 Bände. 1978.
- Walter Bagehot und die englische Verfassungstheorie. Meisenheim 1969.